# 辻本晃良
辻本 晃良（つじもと あきよし、本名同じ、1965年9月20日 - ）は、日本の俳優。大阪府出身。身長173cm・体重65kg。渋谷高等学校卒業。文学座33期生。劇団Tsu-ji カンパニー主宰。

## 出演

### 舞台
- 女の一生
- 吉原炎上
- 大文字の火

### 映画
- 東京密会 愛は危険な香り（1998年）
- 人妻Mの秘密 覗かれた欲望（1998年）
- 揺れる電車の中で 痴漢に暴かれた女教師の性（1998年）
- 酔夢夜景（1999年）
- ULTRAMAN（2004年）
- 男前〜日本一の絵描きになったる!〜（2005年）
- かあちゃんに贈る歌（2014年）
- 関ヶ原（2017年） - 上杉景勝[1]
- 神の島（2025年）[2]

### テレビドラマ
- 暴れん坊将軍IV
  - 第4話「裏切り者に涙あり!」（1991年） - 若者
  - 第36話「対決! 兇賊七変化」（1991年） - 直八
  - 第46話「男一匹! め組の紋次郎が燃えた!!」（1992年） - 巳之吉
  - 第52話「剣鬼が走る! 江戸の闇」（1992年） - ホラ竹
- 名奉行 遠山の金さん 第4シリーズ 第12話「仕組まれた逆玉の輿」（1992年） - 用心棒
- 三匹が斬る!
- ウルトラマンネクサス 第2話「異性獣 -スペースビースト-」・第3話「巨人 -ウルトラマン-」（2004年） - ビール工場の警備員
- 遠山の金さん（2007年）
- 黒い報告書 女と男の事件ファイルIII「誤解」 第5の報告書「たかる女」（2013年）

### Vシネマ
- ミナミの帝王
- 荒ぶる獅子
- 極道の紋章5・6（2008年） - 神会若頭 熊谷組組長 熊谷達也